# Château de Piel
Le château de Piel ou de Fouldry (ou Fouldrey) est un château situé à la pointe sud-est de l’île de Piel, à un kilomètre au large de l’extrémité sud de la péninsule de Furness, protégeant l’entrée du port en eau profonde de Barrow-in-Furness, commune britannique du nord-ouest de l’Angleterre. Le château est répertorié par l’English Heritage.

## Histoire
Une première tour défensive de bois est construite sur l’île en 1212, lorsque Jean d’Angleterre autorise les moines de l’abbaye de Furness à stocker là leurs provisions. L’abbaye s’en sert pour contrôler le commerce avec l’île de Man, et renforce le site après les invasions de l’Angleterre par Robert Ier d’Écosse, entre 1316 et 1322.
En 1327, Édouard III d’Angleterre autorise l’abbaye à construire une première motte castrale, avec trois tours et un donjon en son centre, entourée d’un fossé. Elle est abattue en 1403, mais reconstruite en partie en 1411. Cependant, elle est en ruine dès le XVIe siècle. Des rénovations sont effectuées au milieu du XIXe siècle.

## Confusion
Le château de Piel est parfois confondu avec celui de Peel, situé sur l’île de Man, une cinquantaine de kilomètres à l’ouest. Cela est en partie dû au poème de William Wordsworth, qui fait référence au château de Piel sous la graphie Peele.

## Illustrations

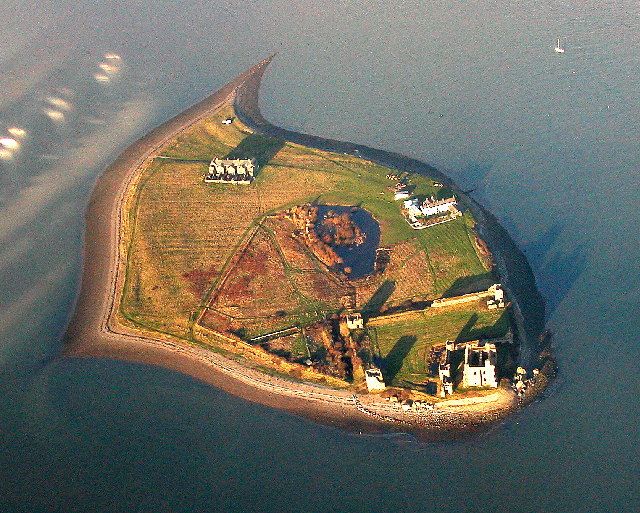
L’île de Piel et le château
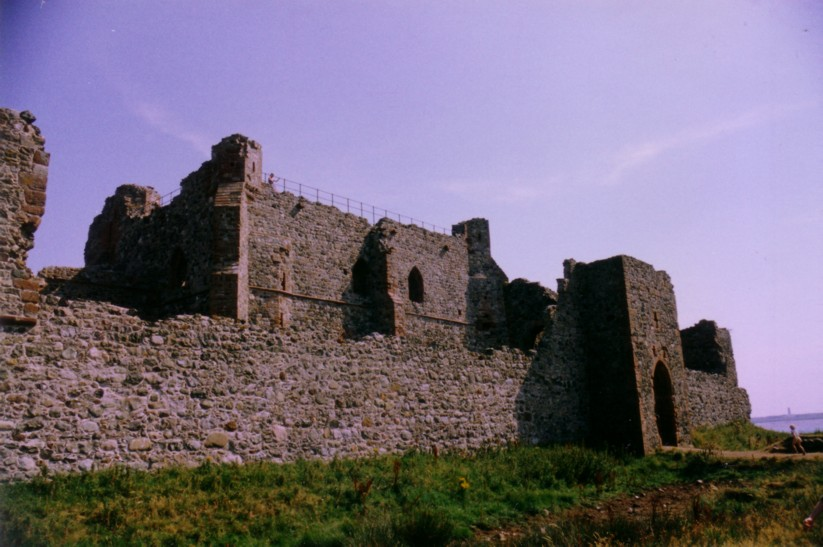
Ruines du château

## Informations externes
- (en) « Piel Island Castle » sur The Cumbria Directory
- (en) « Piel Castle » sur The Gatehouse
- (en) Plantagenet Somerset Fry (ill. Richard Maguire), The David & Charles Book of Castles, Londres, David & Charles, 1980, 512 p. (ISBN 978-0-7153-7976-9)

- (en) Cet article est partiellement ou en totalité issu de l’article de Wikipédia en anglais intitulé « Piel Castle » (voir la liste des auteurs).